# Rudolf Kner
Rudolf Kner est un ichtyologiste autrichien, né le 24 août 1810 à Linz et mort le 27 octobre 1869 à Vienne.

## Biographie
Après des études de médecine, en 1836, il commence à travailler sur les collections impériales d’histoire naturelle où il assiste Johann Jacob Heckel (1790-1857). Les deux hommes font un voyage en Dalmatie en 1840 pour y récolter des spécimens.
En 1841, il part à Lvov en Ukraine où il obtient une chaire d’histoire naturelle à l’université de Lemberg. En 1849, il revient à Vienne où il enseigne la zoologie à l’université de Vienne, fonction qu’il conserve jusqu’à sa mort.
Il se spécialise, comme Heckel, sur les poissons et consacre l’essentiel de son œuvre aux poissons, ce qui représente une cinquantaine de publications. Il décrit notamment des spécimens récoltés lors de plusieurs missions scientifiques :
- Brésil par Johann Natterer (1787-1843) ;
- durant l’expédition de la frégate Novara et rapportés par Franz Steindachner (1834-1919) ;
- Amérique centrale par Moritz Friedrich Wagner (1813-1887) et transportés par Carl Theodor Ernst von Siebold (1804-1885) ;
- les spécimens récoltés par Georg von Frauenfeld (1807-1873) et Johann Zelebor (1819–1869) ;
- il étudie également les collections du muséum Godeffroy et celles rassemblées par Eduard Gräffe (1833-1919).

## Liste partielle des publications
- 1868 : Über neue Fische aus dem Museum der Herren Johann Cäsar Godeffroy & Sohn in Hamburg. (IV. Folge). Sitzungsber. Akad. Wiss. Wien, v. 58 (n° 1–2) : 26–31.